# Deutsche Meisterschaften im Bahnradsport 2018
Die 132. Deutschen Meisterschaften im Bahnradsport fanden vom 11. bis 15. Juli auf der Radrennbahn Dudenhofen statt.
Damit fanden die Meisterschaften nach 1998 zum zweiten Mal auf der „Badewanne“ genannten Bahn statt. Gemeldet waren rund 350 Sportlerinnen und Sportler, die um 48 Titel (auch in der Jugendklasse) kämpften.
Überschattet wurde die Veranstaltung von dem Trainingsunfall der zweifachen Bahn-Weltmeisterin Kristina Vogel, der sich rund zwei Wochen zuvor auf der Radrennbahn in Cottbus ereignet hatte. Der neue deutsche Meister im Maximilian Dörnbach widmete seinen Sieg im 1000-Meter-Zeitfahren seiner schwerverletzten Mannschaftskollegin vom Team Erdgas.2012.
Die deutschen Meisterschaften im Omnium wurden am 21. und 22. Dezember 2018 in der Oderlandhalle in Frankfurt (Oder) ausgetragen.

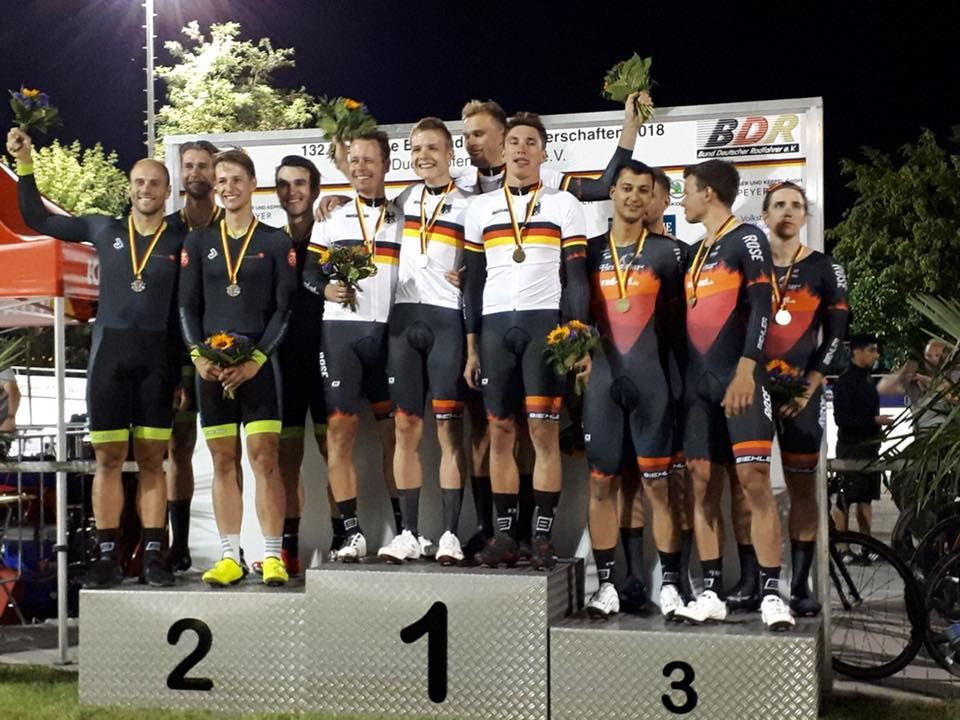
Podium der Mannschaftsverfolgung (v. l. n. r.) Maximilian Levy, Roger Kluge, Richard Banusch, Henning Bommel, Leif Lampater, Felix Groß, Jasper Frahm, Lucas Liß, Leon Rohde, Domenic Weinstein (verdeckt), Nils Schomber, Maximilian Beyer

## Zeitplan (Elite)
| Datum                             | Disziplinen Männer                           | Disziplinen Frauen                                              |
| --------------------------------- | -------------------------------------------- | --------------------------------------------------------------- |
| Mittwoch, 11. Juli                | Einerverfolgung                              |                                                                 |
| Donnerstag, 12. Juli              | 1000-Meter-Zeitfahren, Mannschaftsverfolgung | Einerverfolgung, 500-Meter-Zeitfahren, Zweier-Mannschaftsfahren |
| Freitag, 13. Juli                 | Scratch, Teamsprint                          | Keirin, Mannschaftsverfolgung                                   |
| Samstag, 14. Juli                 | Sprint, Zweier-Mannschaftsfahren             | Punktefahren, Teamsprint                                        |
| Sonntag, 15. Juli                 | Punktefahren, Keirin                         | Sprint, Scratch                                                 |
| Freitag/Samstag, 21./22. Dezember | Omnium                                       | Omnium                                                          |

## Ergebnisse

### Männer und Frauen

#### Sprint
| Männer |                     |                  |
| #      | Name                | Verein/Team      |
|        | Maximilian Dörnbach | Team Erdgas.2012 |
|        | Stefan Bötticher    | Chemnitzer PSV   |
|        | Robert Förstemann   | RSC Cottbus      |

| Frauen |                  |                        |
| #      | Name             | Verein/Team            |
|        | Miriam Welte     | 1. FC Kaiserslautern   |
|        | Emma Hinze       | Track Team Brandenburg |
|        | Pauline Grabosch | Team Erdgas.2012       |

#### Keirin
| Männer |                   |                  |
| #      | Name              | Verein/Team      |
|        | Maximilian Levy   | Team Erdgas.2012 |
|        | Robert Förstemann | RSC Cottbus      |
|        | Stefan Bötticher  | Chemnitzer PSV   |

| Frauen |                  |                        |
| #      | Name             | Verein/Team            |
|        | Emma Hinze       | Track Team Brandenburg |
|        | Miriam Welte     | 1. FC Kaiserslautern   |
|        | Pauline Grabosch | Team Erdgas.2012       |

#### Teamsprint
| Männer |                                                           |                  |          |
| #      | Name                                                      | Verein/Team      | Zeit (s) |
|        | Nik Schröter Maximilian Dörnbach Maximilian Levy          | Team Erdgas.2012 | 43,960 G |
|        | Stefan Bötticher Joachim Eilers Valentin Schumann         | Chemnitzer PSV   | 45,240 G |
|        | Dominique René Anklam Carl Hinze Nick Rother Timo Bichler | RG Bahnteam RLP  |          |

| Frauen |                             |                          |          |
| #      | Name                        | Verein/Team              | Zeit (s) |
|        | Miriam Welte Lea Friedrich  | RG Bahn-Team RLP         | 33,306 G |
|        | Pauline Grabosch Emma Hinze | Erdgas / TTB             | 33,678 G |
|        | Jo Ellen Look Sandra Klotz  | Wheel Divas Cycling Team | 41,789   |

#### Zeitfahren
| Männer (1000 Meter) |                     |                    |            |
| #                   | Name                | Verein/Team        | Zeit (min) |
|                     | Maximilian Dörnbach | Team Erdgas.2012   | 1:01,528   |
|                     | Joachim Eilers      | Chemnitzer PSV     | 1:01,912   |
|                     | Marc Jurczyk        | RSC Turbine Erfurt | 1:02,800   |

| Frauen (500 Meter) |                  |                        |          |
| #                  | Name             | Verein/Team            | Zeit (s) |
|                    | Miriam Welte     | 1. FC Kaiserslautern   | 34,084   |
|                    | Emma Hinze       | Track Team Brandenburg | 34,601   |
|                    | Pauline Grabosch | Team Erdgas.2012       | 35,072   |

#### Einerverfolgung
| Männer (4000 m) |                   |                     |            |
| #               | Name              | Verein/Team         | Zeit (min) |
|                 | Domenic Weinstein | Heizomat rad-net.de |            |
|                 | Felix Groß        | Heizomat rad-net.de | eingeholt  |
|                 | Nils Schomber     | Heizomat rad-net.de | 4:28,159 B |

| Frauen (3000 m) |                  |                          |            |
| #               | Name             | Verein/Team              | Zeit (min) |
|                 | Lisa Brennauer   | Wiggle High5             |            |
|                 | Charlotte Becker | Hitec Products           | eingeholt  |
|                 | Gudrun Stock     | RC Die Schwalben München | 3:47,459 B |

#### Mannschaftsverfolgung
| Männer |                                                             |                        |            |
| #      | Name                                                        | Verein/Team            | Zeit (min) |
|        | Lucas Liß Felix Groß Leif Lampater Jasper Frahm             | Heizomat rad-net.de II | 4:07,581 G |
|        | Henning Bommel Richard Banusch Roger Kluge Maximilian Levy  | LV Brandenburg         | 4:08,824 G |
|        | Maximilian Beyer Leon Rohde Nils Schomber Domenic Weinstein | Heizomat rad-net.de I  | 4:09,271 B |

| Frauen |                                                             |                      |            |
| #      | Name                                                        | Verein/Team          | Zeit (min) |
|        | Charlotte Becker Anna Knauer Gudrun Stock Vanessa Wolfram   | Maxx Solar Linding   | 4:41,543 G |
|        | Lisa Küllmer Tatjana Paller Michaela Ebert Laura Süßemilch  | D. Velop Cafe Ladies | 4:44,106 G |
|        | Lotta Schoenemeyer Jo Ellen Look Jenny Hofmann Sandra Klotz | Wheel Divas          | 5:25,992 B |

#### Punktefahren
| Männer |                  |                      |        |
| #      | Name             | Verein/Team          | Punkte |
|        | Erik Schubert    | RSC Nordsachsen      | 70     |
|        | Richard Banusch  | LKT Team Brandenburg | 55     |
|        | Moritz Malcharek | LKT Team Brandenburg | 47     |

| Frauen |                  |                          |        |
| #      | Name             | Verein/Team              | Punkte |
|        | Charlotte Becker | Hitec Products           | 57     |
|        | Michaela Ebert   | SC DHfK Leipzig          | 44     |
|        | Gudrun Stock     | RC Die Schwalben München | 40     |

#### Scratch
| Männer |               |                         |
| #      | Name          | Verein/Team             |
|        | Leon Rohde    | Heizomat rad-net.de     |
|        | Leif Lampater | Heizomat rad-net.de     |
|        | Achim Burkart | RSV Edelweiß Oberhausen |

| Frauen |                  |                        |
| #      | Name             | Verein/Team            |
|        | Charlotte Becker | Hitec Products         |
|        | Tanja Erath      | Canyon SRAM Racing     |
|        | Anna Knauer      | RC Germania Weißenburg |

#### Omnium
| Männer (Scratch, Temporunden, Ausscheidungsfahren, Punktefahren) |                   |                      |        |
| #                                                                | Name              | Verein/Team          | Punkte |
|                                                                  | Roger Kluge       | Mitchelton Scott     | 133    |
|                                                                  | Moritz Malcharek  | LKT Team Brandenburg | 121    |
|                                                                  | Domenic Weinstein | LKT Team Brandenburg | 111    |

| Frauen (Scratch, Temporunden, Ausscheidungsfahren, Punktefahren) |                    |                       |        |
| #                                                                | Name               | Verein/Team           | Punkte |
|                                                                  | Lisa Klein         | Canyon SRAM Racing    | 143    |
|                                                                  | Lisa Küllmer       | RSC Cottbus           | 123    |
|                                                                  | Lea Lin Teutenberg | WNT-Rotor Pro Cycling | 115    |

#### Zweier-Mannschaftsfahren (Madison)
| Männer |                                 |                                             |        |
| #      | Name                            | Verein/Team                                 | Punkte |
|        | Richard Banusch Christian Koch  | LKT Team Brandenburg                        | 48     |
|        | Henning Bommel Moritz Malcharek | RK Endspurt 09 Cottbus LKT Team Brandenburg | 38     |
|        | Achim Burkart Kersten Thiele    | RSV Edelweiß Oberhausen                     | 36     |

| Frauen |                               |                                              |        |
| #      | Name                          | Verein/Team                                  | Punkte |
|        | Anna Knauer Lisa Küllmer      | RC Germania Weißenburg RSC Cottbus           | 80     |
|        | Michaela Ebert Tatjana Paller | SC DHfK Leipzig RSV Unna 1968                | 54     |
|        | Lisa Fischer Gudrun Stock     | RV 1889 Schweinfurt RC Die Schwalben München | 12     |

### Junioren und Juniorinnen

#### Sprint
| Junioren |                    |               |
| #        | Name               | Verein/Team   |
|          | Elias Edbauer      | RV Dudenhofen |
|          | Anton Höhne        | RSC Cottbus   |
|          | Julian Pascal Kühn | RV Elxleben   |

| Juniorinnen |                          |                  |
| #           | Name                     | Verein/Team      |
|             | Lea Friedrich            | RST Dassow       |
|             | Alessa-Catriona Pröpster | RSC Ludwigshafen |
|             | Emma Götz                | RV Elxleben      |

#### Keirin
| Junioren |                    |                    |
| #        | Name               | Verein/Team        |
|          | Elias Edbauer      | RV Dudenhofen      |
|          | Julian Pascal Kühn | RV Elxleben        |
|          | Justin Stöckert    | RSC Turbine Erfurt |

| Juniorinnen |                          |                  |
| #           | Name                     | Verein/Team      |
|             | Lea Friedrich            | RST Dassow       |
|             | Alessa-Catriona Pröpster | RSC Ludwigshafen |
|             | Christina Sperlich       | SV Sömmerda      |

#### Teamsprint
| Junioren |                                                 |                  |          |
| #        | Name                                            | Verein/Team      | Zeit (s) |
|          | Julien Jäger Julian Pascal Kühn Justin Stöckert | Thüringen I      | 46,365 G |
|          | Maarten Zillmer Elias Edbauer Domenic Kruse     | RG Bahn Team RLP | 46,508 G |
|          | Anton Höhne Livio Schröder Alexander Bahyrycz   | LV Brandenburg I | 48,104 B |

| Juniorinnen |                                          |               |          |
| #           | Name                                     | Verein/Team   | Zeit (s) |
|             | Lea Friedrich Lara Fabienne Neumann      | LV MEV        | 36,060 G |
|             | Emma Götz Christina Sperlich             | LV Thüringen  | 36,286 G |
|             | Alessa-Catriona Pröpster Sophie Deringer | Bahn Team RLP | 36,535 B |

#### Zeitfahren
| Junioren (1000 Meter) |                     |               |            |
| #                     | Name                | Verein/Team   | Zeit (min) |
|                       | Elias Edbauer       | RV Dudenhofen | 1:04,469   |
|                       | Anton Höhne         | RSC Cottbus   | 1:04,754   |
|                       | Tobias Buck-Gramcko | Tuspo Weende  | 1:05,684   |

| Juniorinnen (500 Meter) |                          |                  |          |
| #                       | Name                     | Verein/Team      | Zeit (s) |
|                         | Lea Friedrich            | RST Dassow       | 34,529   |
|                         | Alessa-Catriona Pröpster | RSC Ludwigshafen | 35,969   |
|                         | Emma Götz                | RV Elxleben      | 36,544   |

#### Einerverfolgung
| Junioren (3000 m) |                  |                        |            |
| #                 | Name             | Verein/Team            | Zeit (min) |
|                   | Jannis Peter     | SSV Gera 1990          | 3:26,333 G |
|                   | Milan Henkelmann | RSC Turbine Erfurt     | 3:30,009 G |
|                   | Calvin Dik       | RSV Werner Otto Berlin | 3:26,090 B |

| Juniorinnen (2000 m) |                       |                          |            |
| #                    | Name                  | Verein/Team              | Zeit (min) |
|                      | Paulina Maxima Klimsa | RC Die Schwalben München | 2:31,394 G |
|                      | Lena Reißner          | SSV Gera 1990            | 2:31,635 G |
|                      | Ricarda Bauernfeind   | RSG Ansbach              | 2:33,828 B |

#### Mannschaftsverfolgung
| Junioren (4000 m) |                                                              |                           |            |
| #                 | Name                                                         | Verein/Team               | Zeit (min) |
|                   | Max Gehrmann Milan Henkelmann Jannis Peter Luca Rohde        | LV Thüringen              | 4:20,930 G |
|                   | Roger-Rüdiger Bohla Mike Thiede Hannes Wilksch Theo Zetzsche | LV Brandenburg            | 4:35,713 G |
|                   | Jakob Antkowiak Calvin Dik Elias Richter Tobias Buck-Gramcko | LV Berlin / Niedersachsen | 4:23,422 B |

| Juniorinnen (4000 m) |                                                                           |                   |            |
| #                    | Name                                                                      | Verein/Team       | Zeit (min) |
|                      | Dorothea Heitzmann Jasmin Müller Lena Charlotte Reißner Friederike Stern  | LV Thüringen      | 4:53,105 G |
|                      | Ricarda Bauernfeind Valentina Fuchs Paulina Maxima Klimsa Mareike Germann | Team Mangertseder | 4:57,233 G |
|                      | Katharina Albers Katharina Hechler Victoria Stelling Finja Smekal         | LV Baden / NRW    | 5:09,240 B |

#### Punktefahren
| Junioren (80 Runden = 20 km) |              |                        |        |
| #                            | Name         | Verein/Team            | Punkte |
|                              | Calvin Dik   | RSV Werner Otto Berlin | 43     |
|                              | Max Gehrmann | RSC Turbine Erfurt     | 30     |
|                              | Oscar Uhlig  | RSC Kelheim            | 29     |

| Juniorinnen (60 Runden = 15 km) |                        |                         |        |
| #                               | Name                   | Verein/Team             | Punkte |
|                                 | Katharina Hechler      | RSV Edelweiß Oberhausen | 26     |
|                                 | Lena Charlotte Reißner | SSV Gera 1990           | 14     |
|                                 | Finja Smekal           | Pulheimer SC            | 6      |

#### Omnium
| Junioren (Scratch, Temporunden, Ausscheidungsfahren, Punktefahren) |                     |                    |        |
| #                                                                  | Name                | Verein/Team        | Punkte |
|                                                                    | Henri Uhlig         | RSC Kelheim        | 124    |
|                                                                    | Tim Torn Teutenberg | FC Lexxi Speedbike | 117    |
|                                                                    | Pierre-Pascal Keup  | ESV Lok Zwickau    | 109    |

| Juniorinnen (Scratch, Temporunden, Ausscheidungsfahren, Punktefahren) |                    |                    |        |
| #                                                                     | Name               | Verein/Team        | Punkte |
|                                                                       | Finja Smekal       | Pulheimer SC       | 166    |
|                                                                       | Dorothea Heitzmann | RSC Turbine Erfurt | 135    |
|                                                                       | Friederike Stern   | RV Elxleben        | 113    |

#### Zweier-Mannschaftsfahren (Madison)
| Junioren |                                |                                                |        |
| #        | Name                           | Verein/Team                                    | Punkte |
|          | Nils Weispfennig Calvin Dik    | RSV Edelweiß Oberhausen RSV Werner Otto Berlin | 53     |
|          | Max Gehrmann Jannis Peter      | RSC Turbine Erfurt SSV Gera 1990               | 45     |
|          | Elias Richter Milan Henkelmann | Marzahner RC '94 RSC Turbine Erfurt            | 42     |

| Juniorinnen |                                         |                                       |        |
| #           | Name                                    | Verein/Team                           | Punkte |
|             | Katharina Hechler Ricarda Bauernfeind   | RSV Edelweiß Oberhausen RSG Ansbach   | 60     |
|             | Paulina Maxima Klimsa Finja Smekal      | RC Die Schwalben München Pulheimer SC | 8      |
|             | Lena Charlotte Reißner Friederike Stern | SSV Gera 1990 RV Elxleben             | −17    |

- Legende: "G" = Zeit aus dem Finale um Gold; "B" = Zeit aus dem Finale um Bronze